# The Throwaways
The Throwaways (Brasil: Os Descartados ) é um filme de ação norte-americano, dirigido por Tony Bui e escrito por Don Handfield e Michael Ross. O filme foi estreado no dia 30 de janeiro de 2015, na Crackle.